# Gà so cổ da cam
Gà so cổ da cam (danh pháp hai phần: Arborophila davidi) là một loài chim trong họ Trĩ (Phasianidae). Nó được tìm thấy ở miền đông Campuchia và Việt Nam. Môi trường sinh sống tự nhiên của loài này là các khu rừng, các trảng cây bụi và đồn điền ẩm thấp nhiệt đới và cận nhiệt đới hay các vùng chân đồi, tại độ cao khoảng 120–600 m. Hiện tại gà so cổ hung được IUCN đánh giá là nguy cấp với xu hướng đang suy giảm.

## Nhận dạng
Kích thước dài khoảng 27 cm. Chim trưởng thành có trán, đỉnh đầu và gáy màu xám nâu lấm tấm đen. Một dải từ trên mắt có màu trắng nhạt chuyển dần thành màu hung kéo dài đến 2 bên cổ. Tiếp theo là dải đen tuyến sau tai kéo xuống hai bên cổ và nối với yếm ngực cũng có màu đen. Phía trước mắt có các màu đen, nâu và hung vàng nhạt xen kẽ. Ngực màu nâu, thỉnh thoảng có vệt đen. Bụng màu hung vàng nhạt. Sườn xám có vệt ngang đen trắng xen kẽ. Mắt nâu. Mỏ đen. Chân hồng.

## Phân bố và quần thể
Gà so cổ hung được biết đến tại miền nam Việt Nam và miền đông Campuchia. Các khảo sát gần đây đã mở rộng khu vực phân bố đã biết của nó tại Việt Nam: hiện tại nó được ghi nhận tại các vườn quốc gia như Cát Tiên, Bù Gia Mập, ban quản lý rừng phòng hộ Đồng Nai, các lâm trường Vĩnh An, Nghĩa Trung, Bù Đốp, Tân Phú, Đạ Tẻh v.v. Nó được dự báo có mặt tại một loạt các khu vực khác và có thể lan rộng tới các khu vực như miền nam tỉnh Lâm Đồng, tỉnh Đồng Nai, Bình Dương và Bình Phước, nơi môi trường sống thích hợp vẫn còn được duy trì. Hình ảnh một con gà so cổ hung cũng đã được chụp lại tại khu bảo tồn đa dạng sinh học Seima (SBCA), tỉnh Mondulkiri, Campuchia năm 2002. Loài này sau đó cũng được ghi nhận từ cùng một khu vực này, nhưng nó vẫn là bí ẩn trong khu vực với sự phân bố vá víu không giải thích được. Dựa trên chứng cứ hiện tại, khu vực có môi trường sống thích hợp tại Campuchia có thể chỉ khoảng 70 km². Năm 1994, quần thể toàn cầu của loài ước tính dưới <1.000 con nhưng con số này có lẽ là sự đánh giá thấp Theo ước tính hiện tại của BirdLife, số lượng quần thể loài này khoảng 2.500-9.999 con trên khu vực có diện tích khoảng 4.500 km², với xu hướng đang suy giảm. Tuy nhiên, loài này là hiếm (hay có lẽ là do tính nhút nhát của chúng) trong một số khu vực. Sự suy giảm chậm là đáng ngờ do những áp lực đang diễn ra đối với các môi trường rừng sinh sống của nó, nhưng khả năng rõ ràng của loài này (cũng như của nhiều sinh vật đồng loại khác) trong việc chịu được các môi trường sống đã xuống cấp gợi ý rằng các hoạt động lâm nghiệp hiện tại rất có thể không phải là mối đe dọa chính.